# Парк Рике
Парк Ри́ке (груз. რიყის პარკი —
пески) — парк в Тбилиси, на левом берегу Куры. С востока парк ограничивают Подъём Бараташвили и Винный подъём.
К парку подводит пешеходный мост Мира, соединяющий его со Старым городом Тбилиси. Недалеко от парка находится и мост Метехи. Парк соединён канатной дорогой с крепостью Нарикала. Благодаря своему расположению парк Рике очень популярное место прогулок у туристов и жителей города. В парке Рике традиционно проходит концерт на День независимости Грузии.

## История
В начале XX века территория на левом берегу Куры ниже нынешнего моста Бараташвили между основным руслом реки и её левым рукавом была островом. В 1920-х годах рукав реки обмелел и высох, но берег оставался низким и довольно часто заливался во время весенних паводков. Когда вода спадала на берегу оставалось очень много песка и ила. Отсюда и пошло название этого района — Рике (пески). Современный парк разбит на этих закреплённых песках.
Рике — самый новый парк города, он устроен в 2010 году. Парк засажен не успевшими окрепнуть деревьями, потому в летнее время в нём пока нет характерной для других парков прохлады. Парк сделан в необычном, современном стиле, в нём почти нет незаполненных мест, все пустые пространства заняты объектами инфраструктуры, искусства или отдыха. В парке много детских площадок с мягким покрытием, есть лабиринты из зелёных насаждений, установлен стенд для занятий скалолазанием, площадка Больших шахмат с размерами фигур около метра, несколько арт-объектов — большой рояль, питьевой фонтан в стиле кубизма.
Вечером все аллеи парка подсвечиваются романтическими огнями, создавая волшебную атмосферу. В летнюю половину года в парке каждый вечер проходит шоу поющих и танцующих фонтанов.
В 2002 году в парке по инициативе и на средствах АО «Сараджишвили» был воздвигнут пятиметровый памятник из бронзы известному грузинскому предпринимателю и меценату Давиду Сараджишвили (автор заслуженный художник Грузии, профессор Т. Кикалишвили)
В парке установлен и памятник 40-му президенту США Рональду Рейгану.

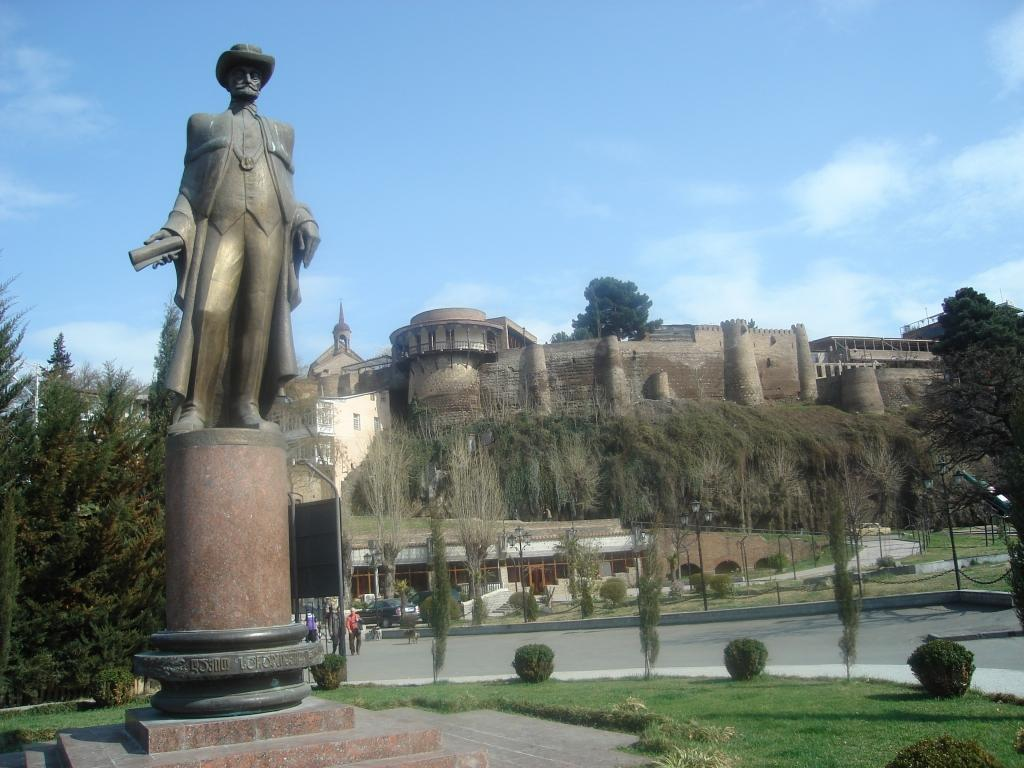
Памятник Д. Сараджишвили

Самым спорным объектом парка стал культурный комплекс в форме двух стеклянно-стальных труб, в которых располагаются концертный зал вместимостью 570 человек и зона для временных выставок.